# Vaga educativa espanyola de 2015

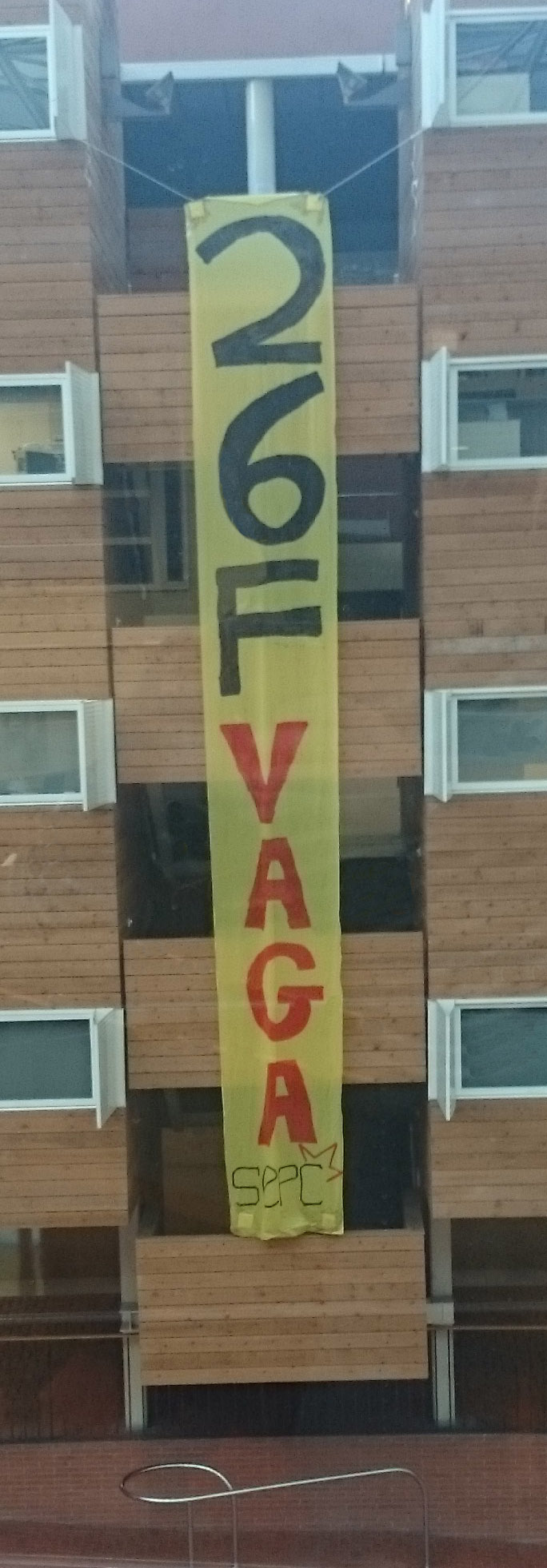
Pancarta a la Universitat Pompeu Fabra cridant a la vaga.

La vaga educativa espanyola de 2015, també coneguda com la vaga del 26-F, va ser un esdeveniment de mobilització social i aturada acadèmica de les universitats espanyoles durant tota la jornada del dijous 26 de febrer de 2015. L'objectiu general de la vaga era vertebrar una sòlida oposició a l'Estratègia Universitària 2015 i, en particular, aconseguir la derogació del reial decret llei 43/2015, impulsat pel ministre Wert, de reconversió dels títols universitaris de 4 anys a graus de 3 anys més 2 de màster (3+2).

## Convocants
Nombroses organitzacions estudiantils i juvenils agrupades a la coordinadora #ParalosPueblos (SEPC, Ikasle Abertzaleak, SEIRA, AGIR, Liga Estudiantil Galega, Yesca, Xunta Estudiantil Asturiana i SAT-Juventud) i la xarxa Estudiantes en Movimiento (AEP, FEU, Ikasle Ekintza-Izquierda Estudiantil, Eraldatu-Izquierda Estudiantil, CEPA, Acción Universitaria, PIE, Alternativa Universitaria i MAE) van convocar la vaga. A Andalusia, el Bloque Andaluz Sindical Estudiantil (BASE) també convocà a vaga, sent aquest l'espai de coordinació del MAE, l'AECP, el BAE, el CEM i la CSE. Altres col·lectius convocants van ser la FEA, el BEA, l'AJEC, la FAEST, IDEES i Assemblees de Facultat de diverses universitats. En canvi, el Sindicat d'Estudiants (SE) va decidir unilateralment convocar una vaga de 48 hores que comprengués el dimecres 25 i el dijous 26 de febrer.
A la convocatòria de vaga també s'hi van unir sindicats i col·lectius de personal d'administració i serveis (PAS) i de personal docent i investigador (PDI) de la Universitat de Barcelona, com ara la Coordinadora Obrera Sindical (COS-UB) i l'Assemblea de Professorat Reclamant de la Universitat de Barcelona (APR-UB), per denunciar l'extrema precarietat laboral en la que es trobaven.
Paral·lelament, sindicats com la Coordinadora Obrera Sindical (COS), la Unió dels Treballadors d'Ensenyament de Catalunya (USTEC-STEs), Comissions Obreres (CCOO), la Unió General de Treballadors (FETE-UGT) la Confederació Intersindical Gallega (CIG), algunes seccions de la Confederació General del Treball (CGT), i l'Assemblea de Docents de les Illes Balears van donar suport a la convocatòria. Així mateix, en el panorama polític, la Candidatura d'Unitat Popular (CUP), Esquerra Unida (IU), Corriente Roja, Equo i Endavant (OSAN), també van mostrar el seu suport.

## Mobilitzacions prèvies
Els dies previs a la vaga, i especialment la nit abans, col·lectius d'estudiants van estar propagant missatges, així com organitzant actes, per a difondre la necessitat de convocatòria i fer valer la seva opinió en defensa dels seus drets. Alguns comitès de vaga, a manera de pressió per desincentivar l'assistència de l'alumnat a les aules el dia de vaga, van organitzar pernoctacions col·lectives a les universitats, com van ser els casos de la Universitat de Barcelona, la Universitat Pompeu Fabra i la Universitat de les Illes Balears. Segons La Razón, en aquesta primera universitat, una inquantena estudiants van romandre tota la nit al vestíbul de l'Edifici històric, a prop del Rectorat, amb pancartes reivindicatives. Així mateix, tres estudiants ho van fer al campus del Raval, vint-i-cinc a la facultat d'Economia i Empresa, vint-i-cinc a la de Dret, vint-i-cinc més entre la de Física i la de Química, i divuit a la de Biologia. A l'altra universitat barcelonina, el rotatiu assenyala que, durant la vigília de la vaga, quaranta estudiants es van tancar al campus de la Ciutadella i trenta al campus del Poblenou. En canvi, al centre docent de les illes, la protesta va començar al migdia quan una cinquantena d'estudiants va tallar el trànsit del carrer d'Alfons el Magnànim, a l'alçada de la seu de la Conselleria d'Educació i Universitats, durant un quart d'hora, fins que la policia espanyola va dissoldre la concentració. Hores després, al vespre, un grup d'estudiants va tancar-se a l'edifici Gaspar Melchor de Jovellanos del campus universitari fins l'endemà.
Per la seva banda, el Sindicat d'Estudiants va convocar vaga, tant el dia previst com el dia abans, aconseguint un baix seguiment als campus catalans. A primera hora del matí del 25 de febrer, alguns estudiants van tallar els dos sentits de l'avinguda Diagonal de Barcelona, al seu pas pel Palau Reial de Pedralbes.

## Transcurs de la jornada
Durant el dia es van realitzar nombroses mobilitzacions de tota classe, principalment manifestacions, a la majoria de les capitals de província. Algunes d'aquestes manifestacions van acabar amb incidents amb la policia, com per exemple a Vitòria. A l'inici de la jornada, alguns dels comitès de vaga van realitzar piquets a les respectives universitats.

### Als Països Catalans
A Barcelona, i a tot el seu entorn metropolità, es van realitzar diverses accions de piquet, especialment a la Universitat de Barcelona (UB) i la Universitat Autònoma de Barcelona (UAB). Poc abans de les 11h, un grup d'estudiants del campus de la Diagonal Portal del Coneixement de la UB va tallar el trànsit de l'avinguda Diagonal per a dirigir-se a la plaça de la Universitat, lloc d'inici de la manifestació. En aquest mateix sentit, el portaveu del SEPC, Luca Reventós, va explicar als mitjans de comunicació que s'havia realitzat un altre tall a l'alçada de Passeig de Gràcia per part d'uns dos-cents estudiants de Secundària, segons La Razón, provinents en bloc de diversos barris de la ciutat. La manifestació amb el lema de pancarta «No al 3+2 i a l'Estratègia Universitària 2015», va aplegar unes cinc mil persones segons la CCMA, tres mil segons la Guàrdia Urbana i sis mil segons els organitzadors. L'acte va recórrer els principals carrers de la vora i va finalitzar amb l'entrada al rectorat de la Universitat de Barcelona, que portava ocupat des de la nit del 24 de febrer. Al seu pas per la Borsa de Barcelona, diversos manifestants li han llençat ous de pintura com a símbol de protesta. L'Assemblea de professorat de la UB va participar de la manifestació amb una pancarta que duia per lema «La UB explota i precaritza».
D'altra banda, a la Universitat Politècnica de Catalunya (UPC) el seguiment va ser desigual, segons fonts oficials universitàries recollides per La Razón. Mentre que a primera hora del matí l'afectació va ser mínima a centres com l'Escola d'Enginyeria d'Igualada i l'Escola Politècnica Superior d'Enginyeria de Manresa, el seguiment arribà al 70% a la Facultat de Nàutica de Barcelona.
A Lleida, unes dues-centes cinquanta persones es van concentrar davant del rectorat de la Universitat de Lleida per a iniciar una marxa nodrida de moltes estelades i encapçalada per una pancarta demanant l'aturada de la reforma 3+2.
A Girona, tres-centes van ser les persones que es van congregar davant del rectorat de la Universitat de Girona per a realitzar una marxa. El rector de la universitat, Sergi Bonet, així com la majoria del consell de govern, van fer acte de presència a la mobilització, com a mostra de rebuig a la reforma, per considerar-la una retallada al finançament universitari i una rebaixa a la qualitat docent.
A Tarragona, la manifestació convocada a la plaça de la Imperial Tàrraco va aplegar unes tres-centes persones segons la CCMA, mig miler segons Vilaweb.
A València es van reunir unes set mil persones, considerant-se així com una de les manifestacions estudiantils més concorregudes dels darrers tres anys a la ciutat.
A Palma, el dia va començar amb els accessos de la Universitat de les Illes Balears (UIB) tallats. Els piquets del comitè de vaga van col·lapsar l'accés al campus amb un important nombre de cotxes que impedien el trànsit rodat i provocaven retencions a la carretera de Valldemossa. Altres piquets es van organitzar en instituts com el de l'Arxiduc Lluís Salvador o el Pius XII. El seguiment es va estimar en el 94% entre l'alumnat comprès entre tercer d'ESO i segon de batxillerat, segons l'associació de directors Adesma. A migdia, la manifestació convocada a la plaça del Tub, va reunir unes cinc-centes persones, que va recórrer la ciutat fins a la Conselleria d'Educació i Cultura del govern balear darrere una pancarta amb els lemes «En defensa de l'educació pública» i «No a l'EU 2015». L'únic incident de la marxa es va enregistrar a l'inici quan un grup de joves d'extrema dreta va intentar dissoldre la concentració. Per a evitar danys als manifestants, la policia espanyola va intervenir per aturar i identificar alguns dels agressors.

### A la resta de l'Estat
La manifestació de Madrid va aplegar unes 3.000 persones segons el diari El País i 40.000 segons el Sindicat d'Estudiants (SE). A la marxa, iniciada al barri d'Atocha i finalitzada a la Puerta del Sol, s'hi van poder llegir pancartes en castellà amb lemes com «Pagadnos las becas con vuestras tarjetas» o «Franco ha Werto». A més a més d'estudiants, s'hi van afegir diversos col·lectius com els afectats per l'hepatitis C, pel tancament de la fàbrica de Coca-Cola de Fuenlabrada o els treballadors acomiadats de la Universitat Politècnica de Madrid. Al final de tot de la manifestació, es van enregistrar incidents quan un grup de joves amb el rostre tapat van encendre una bengala durant la lectura del manifest i alguns dels manifestants es van tirar a sobre d'ells per apagar-la. Després de succeir-se cops i empentes, agents antiavalots de la Policia espanyola es van desplegar per la plaça amb l'objectiu que sufocar possibles avalots. Pel que fa al seguiment de la vaga a la ciutat, va ser molt desigual. A tall d'exemple, mentre que a la facultat de Ciències de la Informació de la Universitat Complutense de Madrid va ser de quasi el 95%, a l'Escola d'Enginyers Agrònoms el seguiment va ser imperceptible.
A Sevilla, la manifestació es va convocar a la plaça de l'Encarnació i va comptar amb la presència d'un grup de professors del Sindicat Andalús de Treballadors de la Universitat Pablo de Olavide, que denunciaren la injustícia d'aquest model i les repercussions negatives que pot comportar en la contractació de professorat, conseqüència més de la privatització i precarització del treball docent. El seguiment de la vaga va ser d'un 85% de l'alumnat universitari, segons la Coordinadora Andalusa de Representants dels Estudiants (CARE), i d'un 74% a l'ensenyament mitjà, segons la Conselleria d'Educació de la Junta d'Andalusia. Fonts de la Universitat de Granada i de Cadis van assegurar una incidència molt alta de la vaga en els seus centres docents.